# Cacc'e Mmitte di Lucera
Il Cacc'e Mmitte di Lucera è un vino DOC (denominazione attribuita nel 1975) la cui produzione è consentita nella zona del Tavoliere alle pendici dell'Appennino dauno, nei territori  dei comuni di Lucera, Biccari e Troia in provincia di Foggia.

## Caratteristiche organolettiche
- colore: rosso rubino più o meno carico.
- odore: caratteristico, intenso.
- sapore: pieno, armonico con retro gusto caratteristico.

## Storia
Il nome dialettale viene erroneamente attribuito alla facile bevibilità del vino spillato e subito bevuto, per riempire nuovamente il bicchiere. In realtà esso deriva dall'antica procedura di vinificazione: i proprietari di palmenti, tipiche masserie del Sud Italia provviste di vasche per la pigiatura dell'uva, davano in affitto le attrezzature per la lavorazione. Le operazioni dovevano terminare entro la giornata di fitto per lasciare libere le attrezzature all'utilizzatore successivo. Pertanto un affittuario toglieva il mosto appena prodotto dalle vasche del palmento (Cacce) per portarlo nelle proprie cantine, e un nuovo affittuario versava nelle vasche (Mmitte) la propria uva da pigiare.

## Abbinamenti consigliati
Si accompagna a salumi e primi piatti a base di carne, e risalta particolarmente con le corpose pastasciutte pugliesi al ragù.

## Produzione
Provincia, stagione, volume in ettolitri
- nessun dato disponibile

## Cacc'e e Mmitte Festival
Nel mese di settembre 2013, si tiene presso Palazzo d'Auria-Secondo il "Cacc'e Mmitte Festival": varie serate all'insegna del buon vino e della musica d'autore. Un appuntamento che si ripete anche nel 2014 e nel 2015.

## Festival del Cacc'e e Mmitte di Lucera
Dal 29 al 31 agosto 2015 si tiene a Lucera il 1° "Festival del Cacc'e e Mmitte di Lucera", serate di degustazione del vino associato a prodotti tipici locali.
 L'appuntamento si ripete anche nel 2016, dal 30 settembre al 2 ottobre.